# 小西秀朗
小西 秀朗（こにし ひでろう、1937年9月8日 - 2020年1月13日）は、秋田県出身のプロ野球選手（外野手）。左投左打。

## 来歴・人物

### プロ入り前
秋田高校では1954年、2年生の時にエース青山伍（大映スターズ）を擁し、四番打者、右翼手として第36回全国高等学校野球選手権大会に出場。2回戦（初戦）で恵川康太郎のいた三原高に敗退。青山以外のチームメートに高橋捷郎（慶大－東洋レーヨン）がいた。同年の秋季奥羽大会県予選も決勝に進むが、エース嵯峨健四郎を擁する秋田商に惜敗。翌1955年夏は奥羽大会1回戦で岩手高に敗れ、甲子園には出場できなかった。
高校卒業後は立教大学に進む。東京六大学野球リーグでは5度の優勝を経験。4年時の1959年秋季リーグで優勝に貢献し、自身もベストナイン（外野手）に選ばれている。大学同期には森滝義巳、稲川誠、種茂雅之、浜中祥和、高林恒夫がいる。

### 現役時代
大学卒業後の1960年、国鉄スワローズへ大学同期の森滝とともに入団。スワローズでは1年目から外野手として一軍に定着。翌1961年には開幕から右翼手として起用されるが、打撃面で結果を残せず夏に失速。同年は54試合に先発出場を果たす。以降は徐々に出場機会が減り、1964年に東京オリオンズへ移籍。
だが、ここでの出番はわずか4試合に終わり、同年のシーズンオフに引退した。

### 死去
2019年12月10日に開催された日本プロ野球OBクラブ25周年記念ファンとの集いでは元気な姿を見せていたが、2020年1月13日午前6時33分病気のため、秋田市の病院で死去。82歳没。

## 詳細情報

### 年度別打撃成績
| 年 度     | 球 団     | 試 合 | 打 席 | 打 数 | 得 点 | 安 打 | 二 塁 打 | 三 塁 打 | 本 塁 打 | 塁 打 | 打 点 | 盗 塁 | 盗 塁 死 | 犠 打 | 犠 飛 | 四 球 | 敬 遠 | 死 球 | 三 振 | 併 殺 打 | 打 率 | 出 塁 率 | 長 打 率 | O P S |
| --------- | --------- | ----- | ----- | ----- | ----- | ----- | -------- | -------- | -------- | ----- | ----- | ----- | -------- | ----- | ----- | ----- | ----- | ----- | ----- | -------- | ----- | -------- | -------- | ----- |
| 1960      | 国鉄      | 72    | 116   | 104   | 5     | 19    | 4        | 0        | 1        | 26    | 14    | 0     | 0        | 4     | 0     | 5     | 0     | 3     | 26    | 1        | .183  | .241     | .250     | .491  |
| 1961      | 国鉄      | 86    | 193   | 181   | 6     | 34    | 8        | 1        | 1        | 47    | 14    | 1     | 0        | 1     | 0     | 11    | 0     | 0     | 41    | 1        | .188  | .234     | .260     | .494  |
| 1962      | 国鉄      | 43    | 66    | 62    | 2     | 12    | 3        | 0        | 0        | 15    | 1     | 0     | 1        | 0     | 0     | 3     | 1     | 1     | 17    | 2        | .194  | .242     | .242     | .484  |
| 1963      | 国鉄      | 4     | 3     | 3     | 0     | 0     | 0        | 0        | 0        | 0     | 0     | 0     | 0        | 0     | 0     | 0     | 0     | 0     | 0     | 0        | .000  | .000     | .000     | .000  |
| 1964      | 東京      | 4     | 4     | 4     | 0     | 1     | 0        | 0        | 0        | 1     | 0     | 0     | 0        | 0     | 0     | 0     | 0     | 0     | 3     | 0        | .250  | .250     | .250     | .500  |
| 通算：5年 | 通算：5年 | 209   | 382   | 354   | 13    | 66    | 15       | 1        | 2        | 89    | 29    | 1     | 1        | 5     | 0     | 19    | 1     | 4     | 87    | 4        | .186  | .236     | .251     | .487  |

### 記録
- 初出場・初先発出場：1960年4月3日、対読売ジャイアンツ2回戦、2番・左翼手として先発出場
- 初安打：同上

### 背番号
- 8 （1960年 - 1963年）
- 9 （1964年）